# 43-й Венецианский кинофестиваль
43-й Венецианский международный кинофестиваль проходил в Венеции (Италия) с 30 августа по 10 сентября 1986 года.

## Жюри

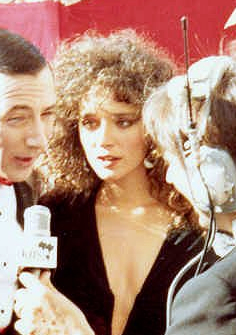
Валерия Голино, Кубок Вольпи за лучшую женскую роль 1986 года

- Ален Роб-Грийе (председатель жюри, Франция),
- Шанталь Акерман (Бельгия),
- Йорн Доннер (Финляндия),
- Пал Габор (Венгрия),
- Роман Губерн (Испания),
- Понтус Хултен (Швеция),
- Альберто Латтуада (Италия),
- Нанни Моретти (Италия),
- Нелсон Перейра дус Сантус (Бразилия),
- Эльдар Шенгелая (СССР),
- Фернандо Эсекьель Соланас (Аргентина),
- Питер Устинов (Великобритания),
- Бернхард Викки (Западная Германия),
- Катрин Уайлер (США).

## Фильмы в конкурсе
- Возлюбленная, режиссёр Май Сеттерлинг
- Чужая Белая и Рябой, режиссёр Сергей Соловьёв
- Отечество, режиссёр Кен Лоуч
- Время пришло, режиссёр Петер Готар
- Последний дубль, режиссёр Ёдзи Ямада
- Пчеловод, режиссёр Тео Ангелопулос
- Мой случай, режиссёр Мануэл ди Оливейра
- Волк на пороге, режиссёр Хеннинг Карлсен
- Пуританка, режиссёр Жак Дуайон
- Зелёный луч, режиссёр Эрик Ромер
- Рождественский подарок, режиссёр Пупи Авати
- Роман, режиссёр Массимо Маццуччо
- Комната с видом, режиссёр Джеймс Айвори
- Полночный джаз, режиссёр Бертран Тавернье
- История любви, режиссёр Франческо Мазелли
- Вертер, режиссёр Пилар Миро
- Молчание поэта, режиссёр Петер Лилиенталь
- Путешествие, режиссёр Маркус Имхоф
- Крепость, режиссёр Яакко Паккасвирта
- Храни меня, мой талисман, режиссёр Роман Балаян

## Награды
- Золотой лев: Зелёный луч, режиссёр Эрик Ромер
- Серебряный лев — Особый приз жюри:
  - Чужая Белая и Рябой, режиссёр Сергей Соловьёв
  - История любви, режиссёр Франческо Мазелли
- Кубок Вольпи за лучшую мужскую роль: Карло Делле Пьяне — Рождественский подарок
- Кубок Вольпи за лучшую женскую роль: Валерия Голино — История любви
- Золотой лев за вклад в мировой кинематограф: Паоло Тавиани и Витторио Тавиани
- Серебряный лев за лучшую дебютную работу: Карлос Сорин — Король и его кино
- Специальный приз жюри: Икс
- Приз международной ассоциации кинокритиков (ФИПРЕССИ): Зелёный луч
- Приз международной ассоциации кинокритиков — почётное упоминание: Всеобщая декларация Чили
- Премия Детского фонда ООН (UNICEF): Отечество